# Oofty Goofty
Oofty Goofty, conocido como "El salvaje de Borneo" era un "hombre Fenómeno", ejecutante de espectáculos callejeros que vivió en San Francisco en los últimos años del siglo XIX. El verdadero nombre de Oofty era Leonard "Leon" Borchardt (26 de abril de 1862, Berlín- años 1920, Houston, Texas).

## Lo que se conoce sobre él
La mayor parte de los pocos datos que se le conocen, provienen de un libro publicado por Herbert Asbury titulado "The Barbary Coast, An Informal History of the San Francisco Underworld" (La Costa Bárbara, una Historia Informal del Hampa de San Francisco) publicado en 1933. 
Hay información que sugiere que su nombre verdadero pudo haber sido Joshua Marks (o Marx), así como que pudo haber sido un desertor del Ejército alemán o que él podría haber venido de Tennessee. 
En cualquier caso, es sabido que llegó al San Francisco de después de la Fiebre del Oro, hacia 1882, para buscar fortuna.

## Su carrera como Fenómeno de exposición
Él aseguraba que consiguió el nombre de " Oofty Goofty " de su actuación en febrero de 1884 como atracción callejera en Market Street, donde era presentado como "El Hombre salvaje de Borneo ". Decía que se le había cubierto la mayor parte del cuerpo con una mezcla de alquitrán y crines de caballo, idea que se le ocurrió por su pasado como jockey. Se exhibía encerrado en una jaula y era alimentado con carne poco hecha por un asistente. Cuando lo alimentaban, él soltaba un grito feroz: " ¡Oofty goofty! "- de ahí el nombre con el que era presentado.
La carrera de Oofty como "hombre salvaje" finalizó aproximadamente una semana después cuando él enfermó, incapaz de transpirar debido al alquitrán (o brea) sobre su piel. Los doctores en el Hospital Receptor de la ciudad intentaron durante días quitar el alquitrán, pero no lo conseguían, al parecer debido a la crin. La brea finalmente cayó después de que Oofty fue empapado con solvente para alquitrán y le dejaron sobre la azotea del hospital hasta que el calor del sol fundió la brea y esta pudo serle retirada del cuerpo.
Después, Oofty intentó ganarse la vida por medios diversos, como mascota de un equipo de béisbol, exhibiéndose como un "¿Qué es eso?" en dime museums e incluso probó en el teatro de vodevil buscando el éxito. Así interpretó a Romeo actuando junto a una "Big Bertha" o mujer obesa como Julieta, pero la obra resultó desastrosa.

## Los últimos días de Oofty
Asbury dijo que Oofty, después de haber sido lanzado de un saloon de la Barbary Coast contra los adoquines de la calle, descubrió que no sentía dolor. Así que inició una gira por San Francisco con un bate de béisbol en la mano invitando a quien lo deseara a patearlo por cinco centavos, golpearlo con un bastón por quince o golpearlo con el bate de béisbol por veinticinco centavos. La nueva carrera de Oofty terminó en 1891 cuando el campeón de boxeo John L. Sullivan lo golpeó en la espalda con un taco de billar, fracturándole tres vértebras, por lo que según los informes Oofty Goffty caminó cojeando el resto de su vida.
En noviembre de 1892 se encontraba en Montana y entretenía a los transeúntes con historias y hazañas de su vida. Apostaba cincuenta dólares contra los espectadores a que no podían hacerlo gritar de dolor golpeándolo con un taladro.

## Últimos años
A finales de 1890 vivía en Texas, donde vendía diamantes de imitación y seguía realizando hazañas extravagantes por dinero. En junio de 1900 aparece inscrito en un hotel de Houston, Texas y en el censo vuelve a aparecer en un hotel de Houston en 1920. Su nombre se registra por última vez en el archivo de la ciudad en 1923, cuando contaba unos 61 años.
A principios del siglo XXI el increíble Sr. Goodwin imitó las actuaciones de resistencia de Oofty Goofty y el bate de béisbol en una serie televisiva que recreaba las exhibiciones de los espectáculos victorianos de acrobacias, escapismo y vodevil.